# Candace Pert
Candace Beebe Pert (* 26. Juni 1946 in Manhattan; † 12. September 2013 in Potomac) war eine US-amerikanische Neurowissenschaftlerin und Pharmakologin, die die Opioidrezeptoren entdeckte, bei denen es sich um die zellulären Bindungsstellen für Endorphine im Gehirn handelt.

## Leben
Candace Pert schloss 1970 ihr Biologiestudium cum laude am Bryn Mawr College in Pennsylvania ab.
1974 erlangte Candace Pert den Ph.D. in Pharmakologie an der Johns Hopkins University School of Medicine. Dort arbeitete sie im Labor von Solomon H. Snyder und entdeckte die Opioidrezeptoren des Gehirns. Von 1974 bis 1975 war sie Stipendiatin der National Institutes of Health an der Fakultät für Pharmakologie der Johns Hopkins University School of Medicine. Anschließend forschte sie bis 1987 am National Institute of Mental Health. Im Jahr 1983 übernahm sie die Leitung der Abteilung für Hirn-Biochemie im Bereich Klinische Neurowissenschaften des NIMH und war damit die einzige weibliche Abteilungsleiterin des Instituts. Das Institut verließ sie 1987, um ein eigenes Labor für Biotechnologie zu gründen, dessen Leitung sie übernahm. Pert war Forschungsprofessorin in der Abteilung für Physiologie und Biophysik der Georgetown University School of Medicine in Washington, DC. Später war sie für das Unternehmen RAPID Pharmaceuticals tätig.
Pert war als Expertin in der PBS-Mini-Serie Healing and the Mind von Bill Moyers aus dem Jahr 1993 zu sehen. Auch im Film What the Bleep do we (k)now!? aus dem Jahr 2004 gehörte sie zu den Interviewpartnern. Ihr Peptid T wurde im Film Dallas Buyers Club aus dem Jahr 2013 als alternatives Mittel zur Behandlung von HIV/AIDS bezeichnet. Außerdem war sie im Film You Can Heal Your Life, der auf dem gleichnamigen Buch von Louise Hay basiert, aus dem Jahr 2009 zu sehen. Pert wurde im Dezember 2001 von der Zeitschrift Washingtonian zu den fünfzig „besten und klügsten“ Personen Washingtons gezählt.
Candace Pert starb am 12. September 2013 in Potomac.

## Forschung
Pert veröffentlichte über 250 wissenschaftliche Artikel über Peptide und ihre Rezeptoren und die Rolle dieser Neuropeptide im Immunsystem. Sie hielt eine Reihe von Patenten für modifizierte Peptide zur Behandlung von Schuppenflechte, der Alzheimer-Krankheit, dem Chronischen Fatigue-Syndrom, Schlaganfall und Schädel-Hirn-Trauma.
Eines der von ihr modifizierten Peptide, das Peptid T, wurde zur Behandlung von AIDS und Neuro-AIDS in Erwägung gezogen. Von 1990 bis 1995 wurde an drei Standorten eine placebokontrollierte klinische Studie mit mehr als 200 Patienten durchgeführt, die von NIH finanziert wurde und die sich hauptsächlich mit möglichen neurokognitiven Verbesserungen beschäftigte. Es stellte sich jedoch heraus, dass diesbezüglich die Wirkung von Peptid T kaum von der des Placebos zu unterscheiden war. Allerdings wurde Peptid T bei einer Untergruppe aus Patienten mit schweren kognitiven Beeinträchtigungen mit verbesserten Gedächtnis- und Lernleistungen in Verbindung gebracht. Eine Analyse der antiviralen Effekte aus der NIH-Studie zeigte, dass die periphere Viruslast (Plasma und Serum kombiniert) in der Gruppe, die mit dem Analogon DAPTA behandelt wurde, signifikant reduziert war. Eine Studie an elf Personen zur Auswirkung von Peptid T auf die zelluläre Viruslast zeigte bei den meisten Patienten eine Reduzierung der infizierten Monozyten auf nicht nachweisbare Werte.
Pert entwickelte auch oral anzuwendende entzündungshemmende Peptidbehandlungen bei Schmerzen oder der Alzheimer-Krankheit und forschte nach Behandlungsmöglichkeiten für resistente HIV-Erregerreservoirs.

## Publikationen
- Molecules of Emotion: The Science Behind Mind-Body Medicine. Scribner, 1999, ISBN 0-684-84634-9
- mit Nancy Marriott: Everything You Need to Know to Feel Go(o)d. Hay House Inc., 2006, ISBN 1-4019-1059-9